# Goldene Kamera 2013
Die Verleihung der Goldenen Kamera 2013 fand am 2. Februar 2013 in der Ullstein-Halle im Verlagshaus der Axel Springer AG in Berlin statt. Es war die 48. Verleihung dieser Auszeichnung. Die Moderation übernahm zum vierten Mal in Folge Hape Kerkeling. An der Veranstaltung nahmen etwa 1200 Gäste teil. Die Verleihung wurde live zur Hauptsendezeit im ZDF übertragen.
Die Leser konnten in der Kategorie Beste Unterhaltungsshow ihre drei Favoriten wählen. Die Jury bestand aus Suzanne von Borsody, Judith Rakers, Dietmar Bär, Oliver Berben und Oliver Welke sowie den Mitgliedern aus der Hörzu-Redaktion Christian Hellmann (Chefredakteur), Julia Brinckman (stellvertretende Chefredakteurin) und Sabine Goertz-Ulrich (stellvertretende Ressortleiterin Aktuelles). Sie hatte im Vorfeld der Veranstaltung an mehreren Terminen seit dem 12. Dezember 2012 ihre Abstimmungsergebnisse für Nominierungen und einige der Preisträger bekannt gegeben.

## Preisträger und Nominierungen

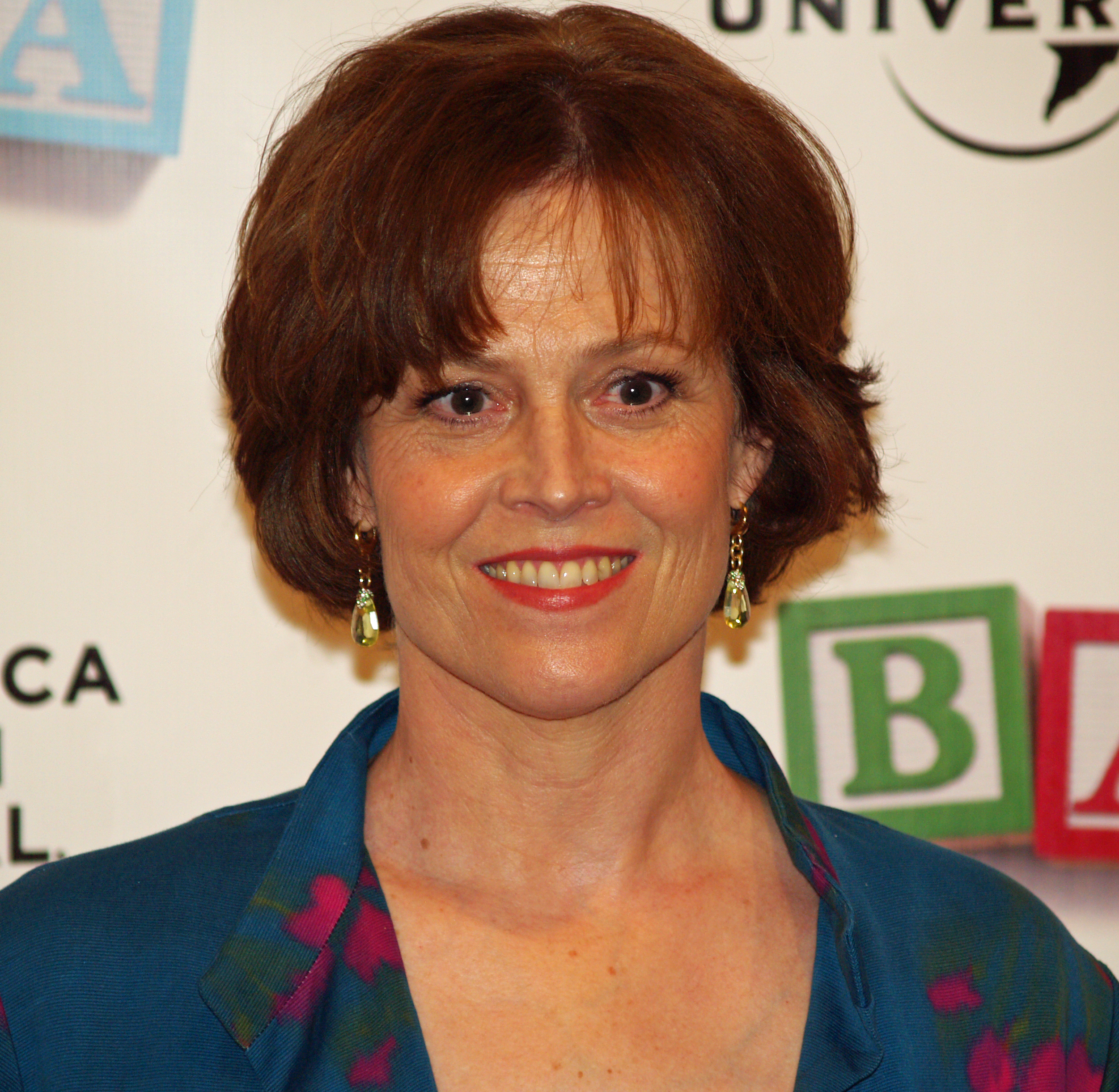
Sigourney Weaver, ausgezeichnet als beste internationale Schauspielerin, 2005

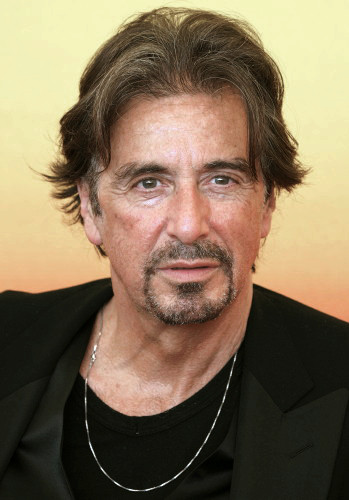
Al Pacino, ausgezeichnet für sein Lebenswerk, 2004

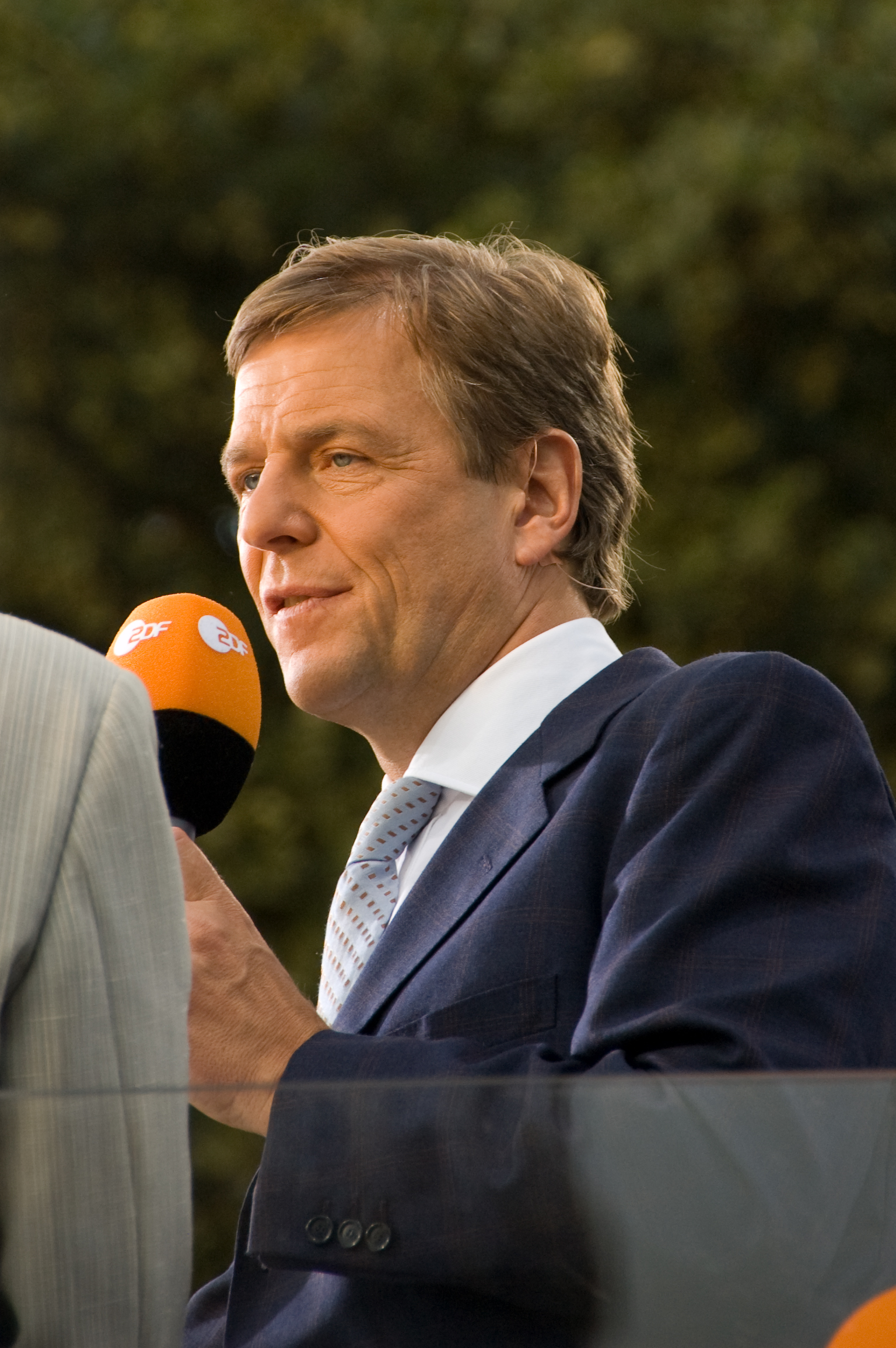
Claus Kleber, ausgezeichnet für die beste Information, 2008

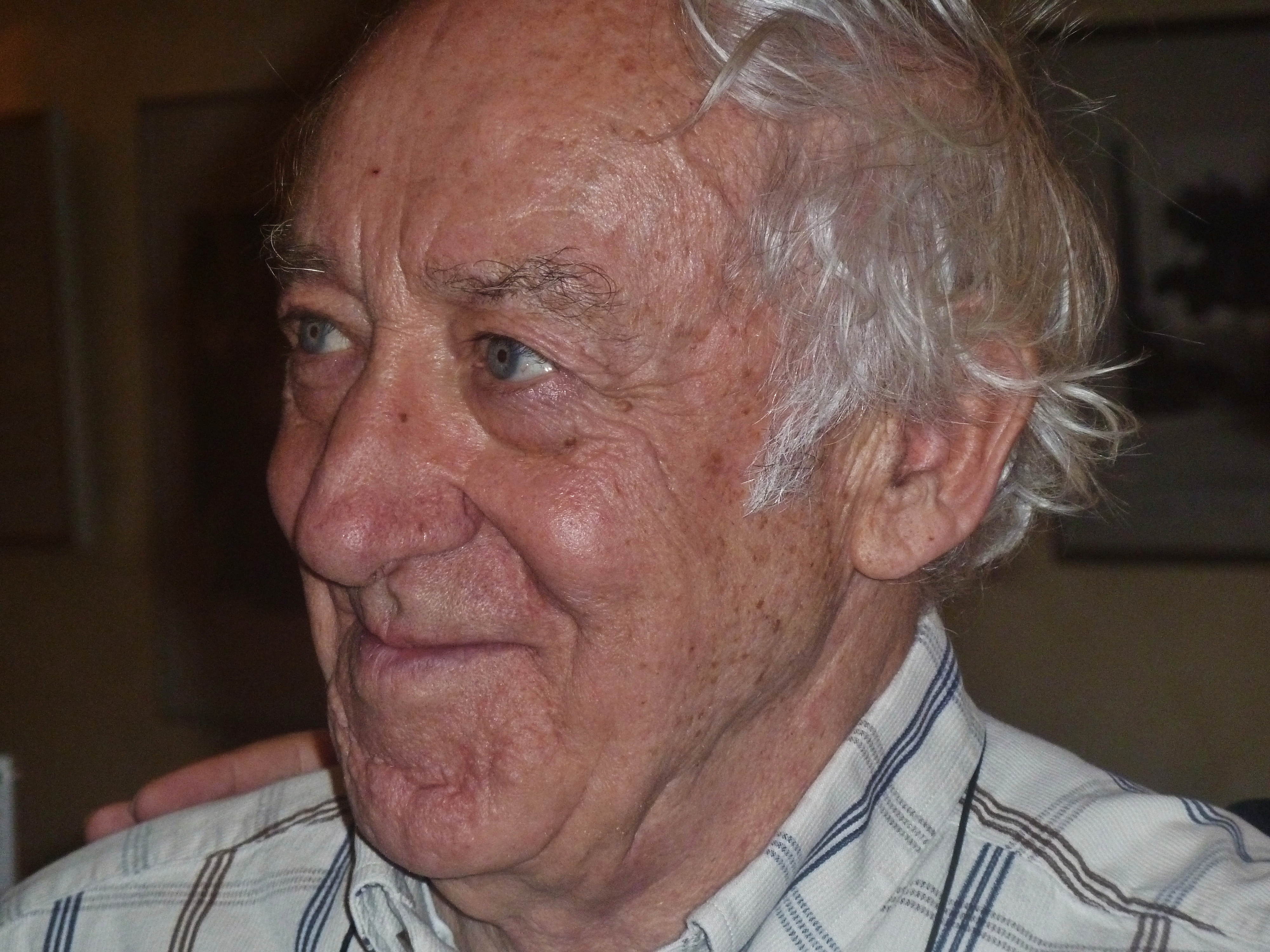
Dieter Hallervorden, ausgezeichnet für sein Lebenswerk, 2012

### Bester Fernsehfilm
Das Ende einer Nacht, ZDF
Blaubeerblau, Das Erste
Das unsichtbare Mädchen, ZDF
(Laudatio: Bastian Pastewka)

### Beste deutsche Schauspielerin
Claudia Michelsen – Der Turm
Silke Bodenbender – Das unsichtbare Mädchen
Ina Weisse – Das Ende einer Nacht
(Laudatio: Anna Loos)

### Bester deutscher Schauspieler
Charly Hübner – Unter Nachbarn
Ulrich Noethen – Das unsichtbare Mädchen
Devid Striesow – Blaubeerblau
(Laudatio: Jan Josef Liefers)

### Bester Nachwuchsschauspieler
Max von der Groeben (Hörzu Nachwuchspreis)

(Laudatio: Hape Kerkeling)

### Beste Musik national
Unheilig

(Laudatio: Helene Fischer)

### Beste Information – Bester Anchorman / Beste Anchorwoman
Claus Kleber – Heute-journal, ZDF
Gabi Bauer – Nachtmagazin, Das Erste
Tom Buhrow – Tagesthemen, Das Erste
(Laudatio: Sabine Christiansen)

### Lebenswerk national
Dieter Hallervorden

(Laudatio: Hans-Dietrich Genscher)

### Leserwahl „Beste Unterhaltungsshow“
Die Hörzu-Leser konnten in der Kategorie Beste Unterhaltungsshow vom 1. November bis zum 3. Dezember 2012 ihre drei Favoriten wählen. Aus der Abstimmung gingen anschließend drei Nominierungen hervor.
Wetten, dass …? mit Markus Lanz, ZDF
Die große Show der Naturwunder mit Frank Elstner und Ranga Yogeshwar, Das Erste
Frag doch mal die Maus mit Eckart von Hirschhausen, Das Erste
Zur Auswahl in der Leserwahl standen ferner die folgenden Formate/Moderatoren:
Klein gegen Groß mit Kai Pflaume, Das Erste
Deutschlands Superhirn mit Jörg Pilawa, ZDF
Schlag den Raab mit Stefan Raab, ProSieben
Der klügste Deutsche mit Kai Pflaume, Das Erste
Joko gegen Klaas – Das Duell um die Welt mit Joko und Klaas, ProSieben
Die ultimative Chartshow mit Oliver Geissen, RTL
17 Meter mit Joko und Klaas, ProSieben
Verstehen Sie Spaß? mit Guido Cantz, Das Erste
Die perfekte Minute mit Ulla Kock am Brink, Sat.1
Feste der Volksmusik mit Florian Silbereisen, Das Erste
Es kann nur E1NEN geben mit Oliver Geissen, RTL
Willkommen bei Carmen Nebel mit Carmen Nebel, ZDF
Mein Mann kann mit Britt Hagedorn und Harro Füllgrabe, Sat.1

### Auszeichnungen für internationale Gäste

#### Beste Musik international
Lang Lang

(Laudatio: Markus Lanz)

#### Beste Schauspielerin international
Sigourney Weaver

(Laudatio: Heino Ferch)

#### Bester Schauspieler international
Clive Owen

(Laudatio: Axel Milberg)

#### Lebenswerk Musik
Joe Cocker

(Laudatio: David Garrett)

#### Lebenswerk international
Al Pacino

(Laudatio: Thomas Kretschmann)